# ستيف وليامز (لاعب كرة قدم)
ستيف وليامز (بالإنجليزية: Steve Williams)‏ (21 سبتمبر 1981 بأوك بارك في الولايات المتحدة - ) هو لاعب كرة القدم الكندية ولاعب كرة قدم أمريكية ولاعب كرة قدم أمريكي في مركز طرف دفاعي ‏. لعب مع كانساس سيتي تشيفس ونيوإنغلاند بيتريوتس وكارولاينا بانثرز وبي سي ليونز.